# Опоку Фофіє
Опоку Фофіє (д/н — 1804) — 6-й асантейн (володар) імперії Ашанті у 1803—1804 роках.

## Життєпис
Походив з правлячої династії Ойоко Абусуа. Втім про нього обмаль відомостей. Під час повстання проти асантейна Осея Кваме Пан'їна, що почалося між 1799 і 1801 роками, намагався захопити владу. У грудні 1803 року зайняв столицю Кумасі, здійснивши церемонію сходження на Золотий Табурет.
Втім вимушений був боротися проти інших претендентів на трон. Вже у березні 1804 року за різними відомостями раптово помер або, що більш імовірно, зазнав поразки й загинув. Новим асантейном став Осей Туту Кваме.